# Avesnes-le-Comte
Avesnes-le-Comte är en kommun i departementet Pas-de-Calais i regionen Hauts-de-France i norra Frankrike. Kommunen ligger i kantonen Avesnes-le-Comte som tillhör arrondissementet Arras. År 2022 hade Avesnes-le-Comte 1 817 invånare.

## Befolkningsutveckling
Antalet invånare i kommunen Avesnes-le-Comte
| Referens: INSEE |